# Abudefduf sordidus
Pour les articles homonymes, voir Sergent-major (homonymie).
Espèce
Le sergent-major à tache noire (Abudefduf sordidus) est une espèce de poissons marins appartenant à la famille des Pomacentridae.